# Кубок Австрії з футболу 1937—1938
Кубок Австрії з футболу 1937—1938 — 20-й офіційний розіграш турніру. Переможцем змагань вдруге став столичний клуб «ВАК Шварц-рот».

## Чвертьфінали
| Команда 1       | Рахунок | Команда 2          |
| --------------- | ------- | ------------------ |
| 30 квітня 1938  |         |                    |
| «Адміра»        | 3:0     | «Штурм»            |
| 1 травня 1938   |         |                    |
| «Зіммерингер»   | 2:1     | «Вієнна»           |
| «ВАК Шварц-рот» | 2:0     | «Лібертас»         |
| 3 травня 1938   |         |                    |
| «Грацер»        | 1:4     | «Вінер Шпорт-Клуб» |

## Півфінали
| Команда 1      | Рахунок | Команда 2          |
| -------------- | ------- | ------------------ |
| 11 травня 1938 |         |                    |
| «Зіммерингер»  | 3:4     | «ВАК Шварц-рот»    |
| «Адміра»       | 2:3     | «Вінер Шпорт-Клуб» |

## Фінал
| 26 травня 1938 |

| «ВАК Шварц-рот» | 1 — 0  | «Вінер Шпорт-Клуб» |
| --------------- | ------ | ------------------ |
| 15' Карл Зойнер | (Звіт) |                    |

| «Пратер», Відень Глядачів: 8 000 Арбітр: Фран Рауч |

| ВАК            |                      |
|                |                      |
| ВР             | Йоганн Бютнер        |
| ЗХ             | Вільгельм Людвіг (к) |
| ЗХ             | Франц Опль           |
| ПЗ             | Ратгаузер            |
| ПЗ             | Франц Кляйн          |
| ПЗ             | Людвіг Опль          |
| НП             | Алоїз Губер          |
| НП             | Ніч                  |
| НП             | Фрідріх Гердін       |
| НП             | Карл Зойнер          |
| НП             | Отто Янко            |
| Тренер:        |                      |
| Альфред Стіний |                      |

| Вієнна                         |                 |
|                                |                 |
| ВР                             | Курт Клімош     |
| ЗХ                             | Карл Граф       |
| ЗХ                             | Роберт Пурц     |
| ПЗ                             | Франц Вавра     |
| ПЗ                             | Вільгельм Кмент |
| ПЗ                             | Ернст Галлі     |
| НП                             | Карл Краль      |
| НП                             | Рудольф Гайтер  |
| НП                             | Йозеф Епп       |
| НП                             | Едуард Галлас   |
| НП                             | Карл Бегм       |
| Тренер:                        |                 |
| Карл Кестлер / Фрідріх Францль |                 |